# 轮图
在图论这一数学分支中，轮图（wheel graph）是指一个完全点连接到一个循环图上所有节点而形成的图。一些文献中会使用记号Wn来表示有n个节点（n ≥ 4）的轮图；另一些文献中则使用Wn来表示有n+1个节点（n ≥ 3）的轮图，这里n是指形成轮图的循环图中节点的数量。在本条目中使用前一种记号。

## 构造
给定一个点集{1, 2, 3, …, v}，则若使用集合建构式符号，轮图的边集可以表示为{{1, 2}, {1, 3}, …, {1, v}, {2, 3}, {3, 4}, …, {v − 1, v}, {v, 2}}。

## 性质
轮图是平面图，因此有唯一的平面嵌入。更进一步，每个轮图都是哈林图。轮图是自对偶的：轮图的平面对偶和其自身同构。除了K4 = W4之外，每个极大平面图都有一个形如W5或W6的子图。
任意轮图中总有哈密顿环。Wn中有{\displaystyle n^{2}-3n+3}个环（OEIS數列A002061）。

轮图W_{4}中的7个环

当n为奇数时，Wn是一个完美图，其色数为3：环上的节点可以用两种颜色染色，而中间的完全点使用第三种颜色。当n为偶数时，Wn的色数为4，且当n ≥ 6时不是完美图。W7是轮图中在欧几里得平面上的唯一一个单位距离图。
轮图Wn的色多项式为{\displaystyle P_{W_{n}}(x)=x((x-2)^{(n-1)}-(-1)^{n}(x-2))}。
在拟阵论中，两类重要的拟阵轮拟阵（英語：wheel matroids）和旋拟阵（英語：whirl matroids）的概念都是轮图的推广。
轮图W6是埃尔德什·帕尔对拉姆齐理论一个猜想的反例：他猜想在色数相同的图中，完全图的拉姆齐数是最小的。但后来有研究发现W6的拉姆齐数是17，而与之色数相同的完全图K4的拉姆齐数则是18。也就是说，对于任意17节点的图G，G或它的补图一定有子图W6；而17节点的Paley图和它的补图都没有子图K4。